# Savannvråk
Savannvråk (Buteogallus meridionalis) är en huvudsakligen sydamerikansk fågel i familjen hökar inom ordningen hökfåglar.

## Utseende och läte

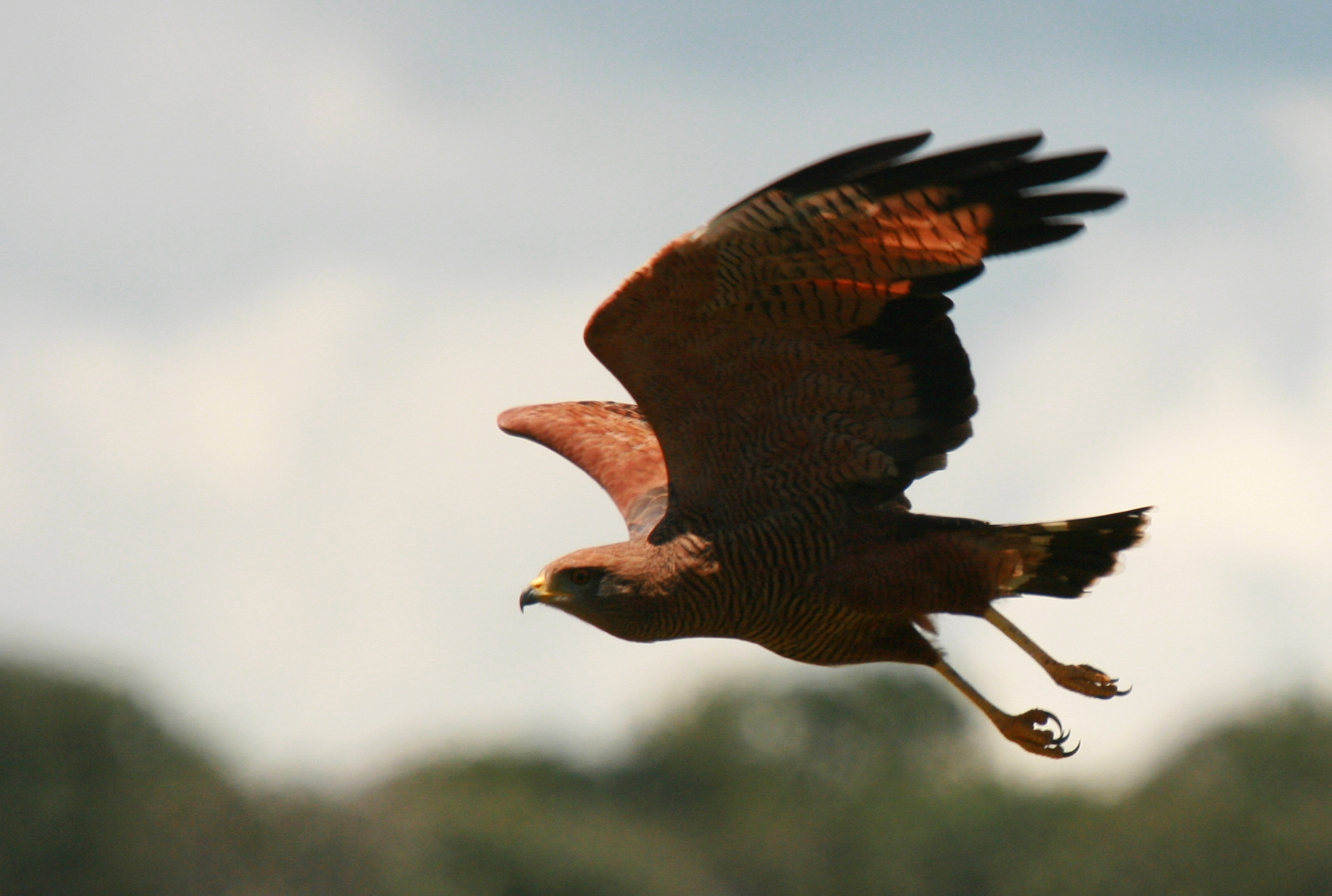
Flygande fågel i Goias, Brasilien

Savannvråken är en 46–61 cm lång vråk med en vikt på 845 g. Sittande fågel sitter mycket lodrätt och benen är påtagligt långa. Adulta fågeln har roströd kropp, ovantill gråfläckad och undertill fint svartbandad. Vingpennorna på de långa och breda vingarna är svarta och stjärten är bandad i svart och vitt. Benen är gula. Lätet beskrivs som ett ljudligt skri, "keeeeru".

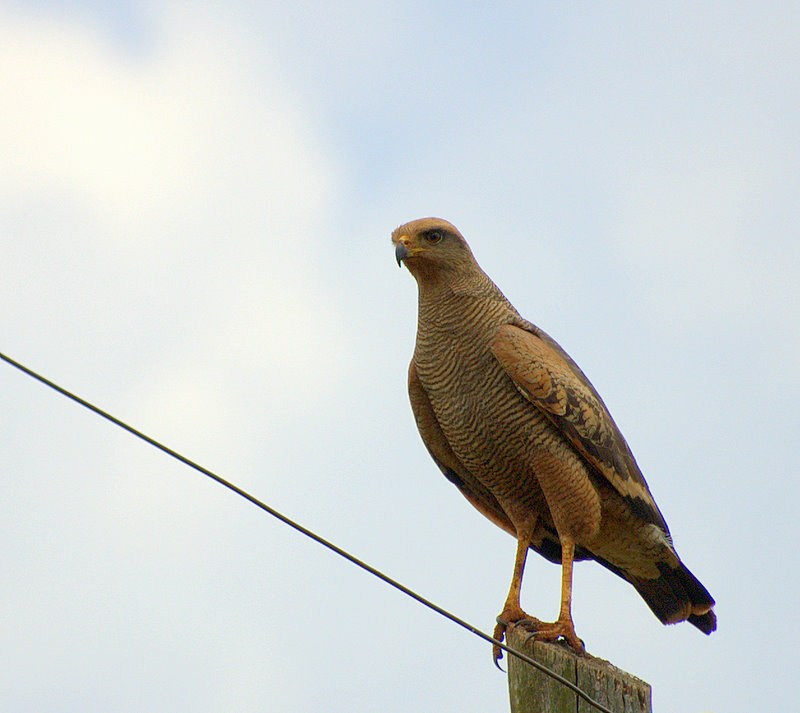

Ungfågeln liknar den adulta, men har mörkare ovansida, ljusare undersida med grövre bandning och ett vitaktigt ögonbrynsstreck.

## Utbredning och systematik
Fågeln förekommer från västra Panama till Brasilien och norra Argentina. Den behandlas som monotypisk, det vill säga att den inte delas in i några underarter.

## Levnadssätt
Savannvråken hittas i kärr och gräsmarker. Den livnär sig på små däggdjur, ödlor, ormar, krabbor och stora insekter. Den jagar ofta från sittplats varifrån den sveper ner på sitt byte, men kan också födosöka till fots. Vid gräsbränder kan ett antal individer samlas.

### Häckning
Boet av kvistar fodrat med gräs placeras i en palm. Däri lägger den ett enda vitt ägg. Ungen är flygg efter 6,5 till 7,5 veckor.

## Status
Arten har ett rätt stort utbredningsområde och beståndet anses stabilt. Internationella naturvårdsunionen IUCN listar den därför som livskraftig (LC). Beståndet uppskattas till i storleksordningen fem till 50 miljoner vuxna individer.